# Vallée d'Allevard
Pour un article plus général, voir Bréda (torrent).
La vallée d'Allevard est une vallée de France située en Isère, dans la chaîne de Belledonne.

## Géographie
La vallée d'Allevard est située dans le Sud-Est de la France, en Isère, au sud-est de Chambéry et au nord-est de Grenoble. Elle est logée au pied de la chaîne de Belledonne à l'est, séparée du Grésivaudan à l'ouest par la montagne de Brame-Farine. Grâce à son profil au fond plat, elle a permis l'installation des villages d'Allevard, Saint-Pierre-d'Allevard et la Chapelle-du-Bard.
Cette vallée glaciaire est parcourue par le Bréda qui arrive à Allevard depuis sa haute vallée avant de poursuivre sa route vers le nord en direction du val Gelon. Cependant, ce n'est pas ce torrent qui est à l'origine de l'élargissement de la vallée mais les glaciers et notamment celui de l'Isère qui, gêné dans sa progression vers le sud par la montagne de Brame-Farine, envoie une diffluence remonter la vallée et rejoindre le cours principal du glacier à hauteur de Saint-Pierre-d'Allevard. Après la fonte des glaces, il en résulte une vallée suspendue reliée à la vallée principale, ici le Grésivaudan situé 250 mètres plus bas, par des gorges, celles du Bréda au nord et celles du Fay au sud,. En amont d'Allevard, la vallée est dépourvue de cours d'eau permanent, ce qui a permis la création du bassin du Flumet qui s'étend jusqu'à Saint-Pierre-d'Allevard situé sur le col peu marqué ; l'extrémité méridionale de la vallée d'Allevard est drainée par le Salin qui descend du col du Barioz au sud en direction du Cheylas à l'ouest.

## Histoire
La vallée, initialement agricole, s'est développée à partir du XIXe siècle avec l'essor de la houille blanche et des industries qui en découlent (ateliers, usines, moulins, etc) ainsi que l'arrivée du thermalisme puis le développement des sports d'hiver au XXe siècle, la vallée étant le point de passage pour les stations du Pleynet et du Collet d'Allevard.